# NGC 5802
NGC 5802 est une vaste galaxie lenticulaire située dans la constellation de la Balance. Sa vitesse par rapport au fond diffus cosmologique est de 7 742 ± 53 km/s, ce qui correspond à une distance de Hubble de 114,2 ± 8,0 Mpc (∼372 millions d'al). NGC 5802 a été découverte par l'astronome américain Francis Leavenworth en 1885.